# Micafil AG

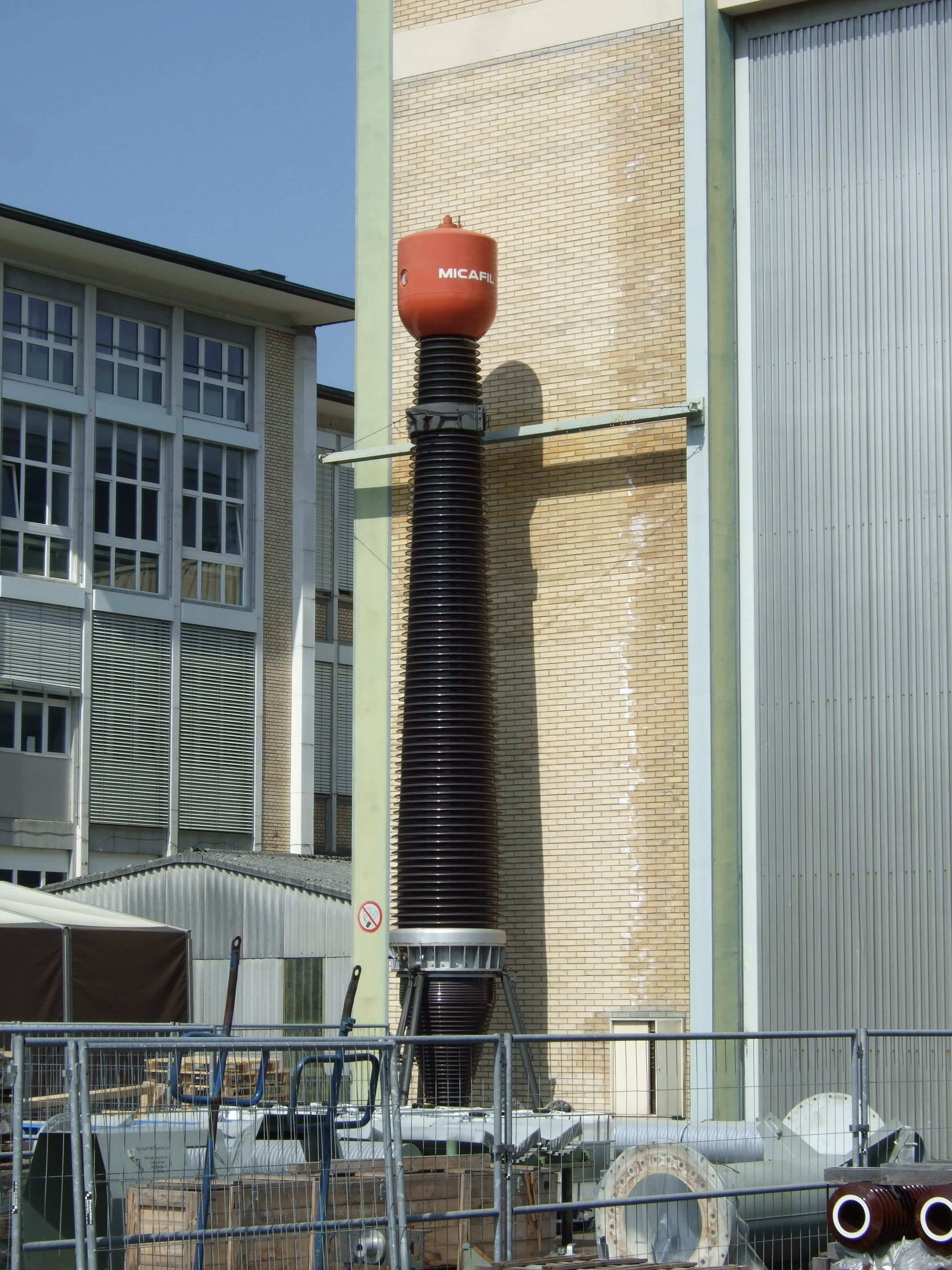
Hochspannungsdurchführung der Marke Micafil, die früher im Industriepark ABB Micafil ausgestellt war

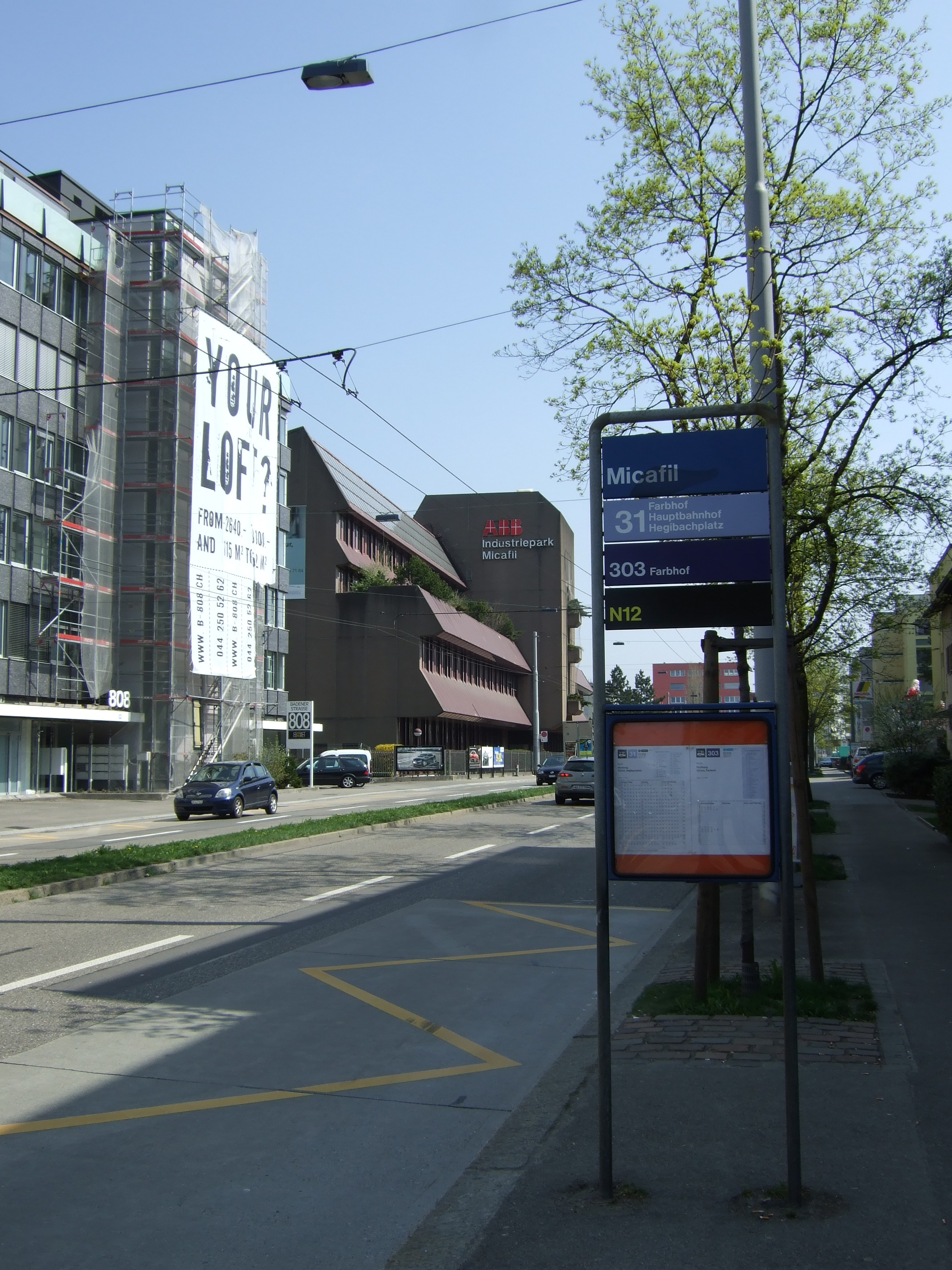
Bushaltestelle «Micafil» der Verkehrsbetriebe Zürich

Die Micafil Isoliertechnik AG (seit 1998 Micafil AG) in Zürich-Altstetten existierte zwischen 1918 und 2004 als eigenständiges Unternehmen. Sie gehört heute zum Konzern Asea Brown Boveri (ABB). Ihr Hauptgeschäftszweig ist die Herstellung von Isolatoren, Isolationsmaterialien für den Elektrobereich und Hochspannungsdurchführungen. Nach der Firma benannt ist die Haltestelle «Micafil» des Zürcher Verkehrsverbundes.

## Geschichte
Die Micafil AG wurde im November 1918 auf der Basis der elektromechanischen Werkstätte von Fritz Aebi gegründet. Aebi stellte als erstes Produkt Wärmeschränke für die Lackindustrie her. Anstoss zur Gründung der Aktiengesellschaft gab ein umfangreicher Auftrag an Aebis Firma. Der Unternehmensname Micafil leitet sich von zwei wichtigen Materialien aus der Elektrotechnik her: Mica steht für «Glimmer» und fil für «Draht». Im ersten Geschäftsjahr beschäftigte die Firma 33 Personen. Die Firma produzierte denn auch anfänglich Elektro-Isolationen und Wicklerei-Einrichtungen. 1926 begann sie mit der Herstellung von Transformatordurchführungen für eine Betriebsspannung von 220 kV, damals eine Pionierleistung. Nach 1927 setzte Micafil auf das neu erfundene Compoundfolium, das die schellackgebundenen Isolatoren ersetzte. Eine weitere wichtige Technologie, die von Micafil eingeführt wurde, war die sog. Mica-Umwälzmaschine. Ende der 1920er Jahre folgte die Einführung der Produktion von Kondensatoren, 1932 von Hochvakuumpumpen. Eine firmeneigene Entwicklung, das Imprägnierungsmittel Nepolin, erlaubte die Herstellung von Kondensatoren, die im Freien standen und praktisch keinem Alterungsprozess mehr ausgesetzt waren. Für die Landesausstellung 1939 entwickelte die Micafil mit Paul Scherrer den «Tensator», einen Gleichstromhöchstspannungserzeuger bzw. einen der ersten Teilchenbeschleuniger, der später der Eidgenössischen Technischen Hochschule Zürich (ETH) zu Forschungszwecken diente. 
Nach dem Zweiten Weltkrieg profitierte Micafil vom Bauboom im Kraftwerkbereich, da sie weltweit führend war in der Herstellung von 400 und 800-kV-Kondensatordurchführungen für Höchstleistungstransformatoren. Andererseits boomte auch der Bereich Wickeltechnik, wo Micafil mit modernsten Ringwickelmaschinen vertreten war. Diese waren in der Lage, Drähte mit 0,01 mm Durchmesser für Feinst-Potentiometer sowie Kupferprofile von 1500 mm² Querschnitt zu wickeln. Als letzter Bereich entstand als Folge der immer stärker werdenden Belastung der Transformatoren der Bereich Ölbaufbereitungsanlagen für Isolieröle mit den damit verbundenen Entwicklungsabteilungen.
Der Hauptsitz und die Fabrikanlagen lagen von Beginn weg zwischen Badenerstrasse und Hermetschloostrasse in Altstetten. Die Micafil stellte die oft riesigen Spezialmaschinen für die Herstellung der Elektro-Isolatoren selber her, so dass auch eine Maschinenfabrik auf dem Areal entstand, später auch eine Kondensatorenfabrik sowie eine Abteilung für Vakuumpumpen. Die teilweise bahnbrechenden Erzeugnisse liessen das Unternehmen nach dem Zweiten Weltkrieg stark wachsen und in die Forschung investieren. So entstand in Altstetten aus dem seit 1928 bestehenden Prüflabor 1962 eines der modernsten Laboratorien für Höchstspannungstechnik in Europa. Im Jahr 1968 beschäftigte das Unternehmen 900 Personen. 1996 wurde ein nicht mehr benutzter Teil des Fabrikareals unter dem Projektnamen «Micafil-Areal» mit Wohnungen und Geschäftsräumlichkeiten neu überbaut. Innerhalb des neuen Quartiers wurde eine Strasse als «Micafilstrasse» benannt.
1998 wurde Micafil von ABB übernommen. Die ursprüngliche Gesellschaft wurde per 14. Juni 2004 aufgelöst und mit der ABB Schweiz AG fusioniert. Später produzierte «ABB Schweiz, Micafil» im Fabrikareal «Micafil» weiter isolierende Werkstoffe, isolierte Komponenten und Anlagen für elektrotechnische Anwendungen, vor allem Generatorisolationen und Giessharzsysteme. Nach der Übernahme des ABB-Geschäftsbereichs Energie durch Hitachi vermarktet das Unternehmen Hitachi Energy weiter Isolierungskomponenten unter dem Markennamen Micafil.